# Mustelus higmani
Mustelus higmani (лат.) — вид хрящевых рыб рода обыкновенных куньих акул семейства куньих акул отряда кархаринообразных. Обитает в западной части Атлантического океана. Размножается плацентарным живорождением. Максимальная зафиксированная длина 64
см. Опасности для человека не представляет. Рацион состоит в основном из ракообразных. Имеет умеренное промысловое значение.

## Таксономия
Впервые вид научно описан в 1963 году. Голотип представляет собой самца длиной 48 см, пойманного на северо-востоке от Парамарибо, Суринам, в 1957 году а глубине 22 м. Паратипы: самец длиной 43,7 и самки длиной 32,9 и 36,8 см, пойманные там же и тогда же; самка и самец длиной 21,5 см, пойманные там же на глубине 21—57 м; самки длиной 47,5—78,5 и самец длиной 44,7, пойманные у берегов Суринама в 1958 году на глубине 69 м. В общей сложности С. Спрингер описал около 800 паратипов этого вида, 40 из них находятся в коллекции Национального музея естественной истории США (Вашингтон).

## Ареал
Mustelus higmani обитают в западной части Атлантического океана. Они встречаются на севере Мексиканского залива между Флоридой и дельтой реки Миссисипи (США), у берегов Венесуэлы, Тринидада, Гайаны, Суринама, Французской Гвианы и Бразилии. Эти акулы встречаются на континентальном шельфе, а также в мелких солоноватых водах и эстуариях рек. На северном побережье Бразилии их ловят на глубине от 47 до 78 м. Другие источники указывают, что эти они встречаются от мелководья до глубины 130 м. Ведут донный образ жизни, предпочитают закрытые бухты глубиной до 200 м.

## Описание
У Mustelus higmani длинная голова, вытянутая, заострённая морда и довольно стройное тело. Расстояние от кончика морды до основания грудных плавников составляет от 19 % до 24 % от общей длины тела. Очень маленькие овальные глаза вытянуты по горизонтали. По углам довольно длинного рта имеются губные борозды. Верхние борозды такой же длины, что и нижние. Длина рта сопоставима с длиной глаза и составляет 2,3—3,6 % от длины тела. Плоские асимметричные зубы оснащены невысоким центральным остриём. Переднюю половину нёба и дна полости рта покрывают щёчно-глоточные зубчики. Расстояние между спинными плавниками составляет 17—23 % от длины тела. Грудные плавники небольшие, длина переднего края составляет 11—14 %, а заднего края 6,7—10 % от общей длины соответственно. Длина переднего края брюшных плавников составляет 6,7—10 % от общей длины тела. Высота анального плавника равна 2,—4,6 % от общей длины. Первый спинной плавник имеет почти треугольную форму, он больше второго спинного плавника. Его основание расположено между основанием грудных и брюшных плавников. Основание второго спинного плавника находится перед основанием анального плавника. Анальный плавник меньше обоих спинных плавников. У края верхней лопасти хвостового плавника имеется вентральная выемка. Окрас ровного серого или серо-коричневого цвета, брюхо светлое. Отметины отсутствуют.

## Биология
Этот вид размножается плацентарным живорождением, эмбрион также питается желтком. В помёте от 1 до 7 новорожденных, в среднем 3—5. Длина новорожденных около 12,6—22,9 см. Самцы и самки достигают половой зрелости при длине 43 и 48 см соответственно. Средняя длина самцов и самок 49 и 58 см.
Рацион состоит преимущественно из ракообразных, далее следуют костистые рыбы, кальмары и кишечнополостные.

## Взаимодействие с человеком
Не представляет опасности для человека. Представляет умеренный интерес для коммерческого рыболовства, мясо употребляют в пищу, но ценится оно невысоко. На севере от Рио-де-Жанейро этих акул добывают с помощью жаберных сетей. В качестве прилова попадает в креветочные тралы. Международный союз охраны природы присвоил этому виду статус «Вызывающий наименьшие опасения».